# Starlight (canción de Sophie Ellis-Bextor)
«Starlight» es una canción pop de la cantante londinense Sophie Ellis-Bextor publicada como el sexto sencillo de su álbum Make a Scene. El sencillo fue puesto a la venta como descarga digital en Reino Unido el 5 de junio de 2011 y posteriormente, en Australia e Italia, el 23 de septiembre del mismo año. El maxisencillo de remezclas fue editado en Italia el 25 de octubre por el sello de música dance EGO. La canción fue producida por Richard X. Las reseñas de la crítica destacan su ritmo bailable y su estilo sofisticado, reminiscente de la música de los años 1980, aunque añaden que «no defraudó totalmente» pues tiene «un ritmo obvio, diseñado exclusivamente para que te retuerzas en primer lugar».

## Video musical
Robin Bextor, padre de Sophie dirigió el video musical, grabado durante una presentación de Ellis-Bextor en un concierto en O2 Academy, Oxford. El video muestra a Sophie interpretando la canción ante la audiencia con escenas intercaladas de paisajes, puestas de sol y el cielo tanto de noche como de día; las escenas fueron grabadas especialmente para el video.

## Otras ediciones
- CD promocional

1. "Starlight" (Radio Edit) - 3:30

- CD Remixes[5]

1. "Starlight" (Original Mix) - 4:22
2. "Starlight (My Doctor Elvis Remix)" - 5:53
3. "Starlight (The Cube Guys Remix)" - 7:09
4. "Starlight (Outwork Remix)" - 6:18
5. "Starlight (Fuzzy Hair Remix)" - 6:07
6. "Starlight (Stefano Mattara Remix)" - 6:47
7. "Starlight (Gianni Coletti & Keejay Freak Remix)" - 5:46
8. "Starlight (Da Brozz Remix)" - 5:56
9. "Starlight (DJs From Mars Remix)" - 6:10
10. "Starlight (Riccardo Piparo Remix)" - 6:13
11. "Starlight (DKS Pop App Remix)" - 5:51
12. "Starlight (Karmin Shiff & Fine Touch Remix Scene)" - 7:04

- Digital UK Remix EP[6]

1. "Starlight" - 4:22
2. "Starlight" - (Radio Edit) 3:30
3. "Starlight" - (Carl Hanaghan Remix) 7:34

- iTunes (remezclas)

1. "Starlight" (The Cube Guys Radio Edit) - 3:23
2. "Starlight" (The Cube Guys Remix) - 7:09
3. "Starlight" (Outwork Radio Edit) - 3:33
4. "Starlight" (Outwork Remix) - 6:18
5. "Starlight" (Fuzzy Hair Remix) - 7:10
6. "Starlight" (Stefano Mattara Radio Edit) - 3:30
7. "Starlight" (Stefano Mattara Remix) - 6:47
8. "Starlight" (DJs from Mars Radio Edit) - 3:35
9. "Starlight" (DJs from Mars Remix) - 6:09
10. "Starlight" (DKS Pop App Radio Edit) - 3:38
11. "Starlight" (DKS Pop App Remix) - 5:50
12. "Starlight" (Riccardo Piparo Radio Edit) - 3:38
13. "Starlight" (Riccardo Piparo Remmix) - 6:12
14. "Starlight" (Gianni Coletti & Keejay Freak Radio Edit) - 3:40
15. "Starlight" (Gianni Coletti & Keejay Freak Remix) - 5:46
16. "Starlight" (Nicola Zucchi Radio Edit) - 3:04
17. "Starlight" (Nicola Zucchi Remix) - 5:54
18. "Starlight" (Da Brozz Radio Edit) - 3:24
19. "Starlight" (Da Brozz Remix) - 5:55
20. "Starlight" (Karmin Shiff & Fine Touch Remix) - 7:03
21. "Starlight" (My Doctor Elvis Radio Edit) - 3:07
22. "Starlight" (My Doctor Elvis Remix) - 5:52

- Otras remezclas

1. "Starlight (Carl Hanaghan Radio Edit)" - 3:28
2. "Starlight (Carl Hanaghan Mixshow)" - 4:13
3. "Starlight (Carl Hanaghan Club Remix)" - 7:34
4. "Starlight (JRMX Club Remix)" - 7:06
5. "Starlight (JRMX Radio Edit)" - 3:19
6. "Starlight" (Happy HotDog Remix) 'no oficial' - 3:39

## Posicionamiento
| Lista (2011)                 | Mejor posición |
| ---------------------------- | -------------- |
| Italia (Airplay Chart)       | 50             |
| Italia (Club Chart)          | 35             |
| Reino Unido (UK Indie Chart) | 26             |

## Presentaciones en vivo
- iTunes Festival (27 de julio de 2009)
- Koko Pop (abril de 2011)
- The Hour (mayo de 2011)
- Lorraine (mayo de 2011)
- Style the Nation (junio de 2011)
- This Morning (junio de 2011)